# بارون بایان-اولان (اوورخنگای)
بارون بایان-اولان (به لاتین: Baruun Bayan-Ulaan) یک منطقهٔ مسکونی در مغولستان است که در استان اوورخانگای واقع شده‌است.